# Sloanea haplopoda
Sloanea haplopoda är en tvåhjärtbladig växtart som först beskrevs av André Guillaumin, och fick sitt nu gällande namn av Albert Charles Smith. Sloanea haplopoda ingår i släktet Sloanea och familjen Elaeocarpaceae. Inga underarter finns listade i Catalogue of Life.